# 선군호
Songun-915 또는 선군호는 조선민주주의인민공화국이 개발한 전차의 공식 명칭이다. 선군호는 2010년 10월 10일 군사퍼레이드에서 처음으로 공식적으로 공개하였다. 실제성능은 아직 공개되지 않았다.

## 역사
선군호 전차는 조선민주주의인민공화국에서 개발, 생산, 실전배치한 전차이다. 자세한 성능은 공개되지않았다.
2001년 8월 1일, 북한 김정일 국방위원장은 모스크바 도착 전인 다음달 1일 서시베리아의 산업도시 옴스크에 이틀간 머물며 T-80U 탱크 생산공장을 방문했다. 김 위원장이 방문할 트란스마슈 공장은 최근 구형 탱크의 현대화 작업에 주력하고 있으며 90년대 중반 T-80U와 T-80UK 전차를 불곰사업으로 한국에 수출하기도 했다.

## 외관
기존의 주력전차였던 천마형의 전차와 많이 다르고 차륜이 6륜식으로 기존보다 1개 더 늘어났다.
다만 포탑이나 총안구, 관측창들 세부 사항은 T-62의 특징을 그대로 지니고 있다.
포방패 부분에는 반응 장갑이 있는데다가 레이저 거리 측정기가 있고 후면에는 탄도컴퓨터와 연동되는 측풍감지기를 단것으로 추정된다. 대공기관총은 구 소련이나 중앙유럽국가들의 T-62와는 다르게 14.5mm KPV 기관총이 추정되는 대공기관총을 볼 수 있는데, 이는 대전차 전력이나 헬기를 상대하기 위한 대책으로 보고 있다.
후에는 북한의 대전차 미사일인 불새 계열로 보이는 미사일이 초기에는 장착되어 있었으나 후에는 제거된 모습을 보였가.
그리고 전차의 천적인 헬기를 제거하기 위해 포탑위에 화승총 지대공 미사일도 탑재되어 있다.

## 성능
현재 조선민주주의인민공화국의 최신전차이며 정확한 성능은 확실하지 않다. 기존 115mm 구경 포를 탑재한 다른 북한 전차와는 다르게 125mm 구경으로 늘어난 것으로 추정되고 있으며 이전에 비해 성능이 향상 된 것으로 보인다.
또한 BDD를 장착해온 다른 북한 전차와 다르게 전면에 반응장갑을 장착한 모습을 보여주고 있어 대전차 미사일에 대한 방호력 향상을 꾀했다고 볼 수 있다.

## 같이 보기
- 천마호
- 폭풍호